# Гаплогруппа B (мтДНК)
Гаплогруппа B — гаплогруппа митохондриальной ДНК человека.
И. А. Захаров-Гезехус с коллегами предложили дать гаплогруппе B имя Борбак (Borbak).

## Происхождение
Предполагается, что гаплогруппа B возникла в Азии около 50 тыс. лет назад. Её предком была гаплогруппа R. По расчётам генетика Теодора Шурра из Университета Пенсильвании носители митохондриальной гаплогруппы B попали в Северную Америку до 24 тыс. лет назад.

## Распространение
Гаплогруппа B чаще всего встречается в Восточной Азии. Её подгруппа B2 — одна из пяти гаплогрупп, встречающихся среди индейцев, наряду с такими, как A, C, D и X.
Поскольку современные модели древних миграций в Америку предполагают, что предки индейцев пришли из Сибири, представляет особый интерес тот факт, что гаплогруппа B — единственная из «индейских» гаплогрупп, которая не встречается у современного населения Северной Сибири. С другой стороны, она встречается у населения Южной Сибири — у таких народов, как тувинцы, алтайцы и буряты. У тубалар на Северном Алтае митохондриальная гаплогруппа B4b1 достигает 6,3 %. Также эта гаплогруппа встречается среди монголов, тибетцев, корейцев, изредка встречается в таких странах и регионах, как Япония, Китай, Вьетнам, Малайзия, Тайвань, Индонезия, Мадагаскар, Филиппины, Меланезия, Микронезия и Полинезия.

## Палеогенетика
- Митохондриальная гаплогруппа B (R-a) была обнаружена в останках человека современного типа из северокитайской пещеры Тяньюань[англ.], жившего около 39,5 тыс. лет назад[7]
- B определили у образца NE20 (34 324 — 32 360 л. н.) из провинции Хэйлунцзян в Китае[8]
- B4e определили у образца SRH 12 (24 558 — 23 997 лет до настоящего времени) из японской пещеры Сирахо-Саонэтабару[англ.] на острове Исигаки[9]
- В2 определили в образцах копролитов возрастом 14 290 — 12 750 лет назад из пещер Пэйсли в штате Орегон (США)[10]
- В2 определили у младенца с местонахождения en:Upward Sun River site в долине Танана на Аляске (11,5 тыс. л. н.)[11]
- B2 определили у образца Trail Creek Cave 2 из пещеры Трейл-Крик 2 (Аляска), жившего 9000 л. н. Ветвь Trail Creek Cave 2 относится к базальной линии митохондриальной гаплогруппы B2, отличающейся от производной линии B2, обычно встречающейся в Америке[12]
- B4c1a определили образца Boshan11 из Бошаня (провинция Шаньдун) возрастом 8180 ± 140 лет до настоящего времени[13]
- У образцов из бразильских Lapa do Santo возрастом ок. 9,5 тыс. л. н. и Jabuticabeira 2 возрастом 1,2 тыс. л. н. определили субклад B2, у образца I8348 из аргентинского Pampas, Laguna Chica Argentina возрастом 6,88 тыс. л. н. определили субклад B2b[14]
- Гаплогруппу В определили у образца Xaghra6 (2900–2750 лет до н. э.)[15]
- B5b1 определили у образца ARS018 из захоронения средней/поздней бронзы в  керексуре (херексуре)[16][17]
- B4a1a1a определили у представителей тихоокеанской культуры лапита, живших 2700—3100 лет назад[18]
- B4b1a1a определили у образца Yayoi_2  (2001—1931 л. н., Период Яёй, Япония)[19]
- B4b1a1a определили у образца HN-SJ001 (средний Яёй, Hanaura, Япония)[20]
- B5a1d определили у образца Th703 (ок. 1670 л. н.) из железного века Таиланда[21]
- B4c1b2c2 определили у представительницы мазунинской культуры[22]
- B4 определили у жителей железного века  Тайваня[23]
- B2y1 определили у представителей культуры анасази[24]
- B2 и B2b выявлены у древних южноамериканцев (Huaca Pucllana, Pueblo Viejo, Pasamayo, Lauricocha в Перу, Pica-8 в Чили, Tiwanaku в Боливии), субклада B2 определена у образцов из Cueva Candelaria в Мексике[25][26]
- B4a определили у представителя саргатской культуры[27][28]
- B4a1c4, B4c2c, B6a определены у образцов из висячих гробов из Юньнани, B5a1d — из северного Таиланда[29]
- B5a2a1b, B5a2a1a, D5b2a2 определены у поздних хунну[16]
- B4b1a3a определили у раннего аварского военного лидера FGDper4 (Early Avar military leader, 620—660 гг.), у ранних аваров KFPper31 и KFPper30a (Early Avar, 620—660 гг.), у средне-поздней аварки ARKper41 (Middle-Late Avar 7. (end)), у позднего авара CSPFper213 (Late Avar, 700—750 гг.)[30]
- B5a2a1b определили у японского образца имперского периода Кофун JpIw32 (1347—1409 л. н.)[19]
- B4d1 определили у женского элитного образца K3per6 периода венгерского завоевания Паннонии (Conq. elite 10. (2nd third)), у мужского элитного образца SPper10 периода венгерского завоевания (Conq. elite 10. (2nd third)) и у мужского элитного образца K3per13 merged периода венгерского завоевания (Conq. elite 10. (2nd third). B5b4 определили у женского образца SZAper154 периода венгерского завоевания (Conq. commoner 10.)[30]
- B5b4 определили у образца MOT12 из Танкеевского могильника в Спасском районе Татарстана (Late Kushnarenkovo/Karayakupovo, early Volga-Kama Bulghar period, X—XI века)[31]
- B4a3, B5a2a1 определили образцов с кладбища Чжэньзишань (Zhenzishan) в китайском Шанду (XIII век)[32]
- B4c1a2 определили у человека (образец BSK003.A0101), умершего в Чуйской долине в 1338 или 1339 году от исходного штамма чумы, который стал причиной Чёрной смерти[33].
- B4a1a1m1 и B4a1a1 определены у пяти ископаемых образцов с острова Рапануи (Пасхи, 1445—1624 гг.)[34]
- B4a1a1 обнаружена в костных останках бразильских ботокудов XIX века, возможных потомков мадагаскарских рабынь[35][36]

### Общие сведения
- Ian Logan’s Mitochondrial DNA Site
- PhyloTree.org - mtDNA tree Build 17 (18 Feb 2016): subtree B
- B4'5 YFull MTree 1.02.00 (under construction)

### Гаплогруппа B
- - Spread of Haplogroup B, from National Geographic
  - Ina